# Tresmeer
Tresmeer är en ort och civil parish i Storbritannien.   Den ligger i grevskapet Cornwall och riksdelen England, i den södra delen av landet, 300 km väster om huvudstaden London. Tresmeer ligger 176 meter över havet och antalet invånare är 271.
Terrängen runt Tresmeer är lite kuperad.Runt Tresmeer är det ganska tätbefolkat, med 70 invånare per kvadratkilometer. Närmaste större samhälle är Altarnun, 6,2 km söder om Tresmeer. Trakten runt Tresmeer består i huvudsak av gräsmarker.